# Mythomantis confusa
Mythomantis confusa är en bönsyrseart som beskrevs av John Obadiah Westwood 1889. Mythomantis confusa ingår i släktet Mythomantis och familjen Mantidae. Inga underarter finns listade i Catalogue of Life.